# Guinea Highlands
Guinea Highlands eller Dorsale Guinéenne är ett högland i Västafrika. Det sträcker sig från Fouta Djallon i norr genom sydvästra Guinea, norra Sierra Leone och norra Liberia till nordvästra Elfenbenskusten.
Berggrunden består av granit, lerskiffer och kvartsit.